# Eschlkam
Eschlkam er en købstad i Regierungsbezirk Oberpfalz i den østlige del af den tyske delstat Bayern, med godt 3.500 indbyggere.

## Geografi
Eschlkam ligger ved floden Chamb i Bayerischer Wald.

### Inddeling
Kommunen har 24 bydele og bebyggelser
| - Eschlkam - Aignhof - Bäckermühle - Gaishof - Großaign - Haselmühle - Heuhofermühle - Jakobsmühle | - Kleinaign - Kuchlshof - Leming - Multererhof - Neuaign - Oberdörfl - Oberfaustern - Penzenmühle | - Pflaumermühle - Ritzenried - Schachten - Schwarzenberg - Seugenhof - Stachesried - Unterfaustern - Warzenried |

## Kultur og seværdigheder
- Kunstwanderweg "Grænsemøde – Veje mellem Øst og Vest på højderyggen ved Eschlkam

- Starten af den østbayerske Jakobsweg, som er en pilgrimsvej der slutter sig til ruten til Santiago de Compostela i Spanien.